# Carroll (Ohio)
Carroll és una població dels Estats Units a l'estat d'Ohio. Segons el cens del 2000 tenia 488 habitants.

## Demografia
Segons el cens del 2000, Carroll tenia 488 habitants, 189 habitatges, i 130 famílies. La densitat de població era de 697,8 habitants/km².
Dels 189 habitatges en un 34,4% hi vivien nens de menys de 18 anys, en un 52,9% hi vivien parelles casades, en un 12,2% dones solteres, i en un 30,7% no eren unitats familiars. En el 27% dels habitatges hi vivien persones soles el 9,5% de les quals corresponia a persones de 65 anys o més que vivien soles. El nombre mitjà de persones vivint en cada habitatge era de 2,58 i el nombre mitjà de persones que vivien en cada família era de 3,12.
Per edats la població es repartia de la següent manera: un 26,8% tenia menys de 18 anys, un 9,8% entre 18 i 24, un 31,4% entre 25 i 44, un 20,5% de 45 a 60 i un 11,5% 65 anys o més.
L'edat mediana era de 34 anys. Per cada 100 dones de 18 o més anys hi havia 90,9 homes.
La renda mediana per habitatge era de 40.221 $ i la renda mediana per família de 41.250 $. Els homes tenien una renda mediana de 31.354 $ mentre que les dones 22.344 $. La renda per capita de la població era de 16.311 $. Aproximadament el 4% de les famílies i el 5,7% de la població estaven per davall del llindar de pobresa.

## Poblacions més properes
El següent diagrama mostra les poblacions més properes.